# Ja'akov Peri
Ja'akov Peri (hebrejsky יעקב פרי‎, narozen 20. února 1944 Tel Aviv) je izraelský politik a poslanec Knesetu za stranu Ješ atid. V letech 1988 až 1994 zastával funkci ředitele zpravodajské služby Šin bet a v letech 2013 až 2014 byl ministrem vědy a technologie izraelské vlády. V roce 2005 byl v internetové soutěži 200 největších Izraelců zvolen 125. největším Izraelcem všech dob.

## Biografie
Narodil se v Tel Avivu ještě za dob britské mandátní Palestiny a po absolvování povinné vojenské služby v Izraelských obranných silách vystudoval Hebrejskou a Telavivskou univerzitu. V roce 1966 začal pracovat pro izraelskou kontrarozvědku Šin bet a v letech 1988 až 1994 byl jejím ředitelem. Z pozice ředitele zavedl v Šin bet strukturální změny, aby byla služba schopná vypořádat se s problémy vzešlými z první intifády a novou situací v Izraeli v důsledku dohod z Osla. Po odchodu z Šin bet v roce 1995 se začal věnovat obchodu a v letech 1995 až 2003 byl výkonným generálním ředitelem firmy Cellcom. Koncem roku 2010 vstoupil do strany Kadima.
V lednu 2013 byl v předčasných parlamentních volbách zvolen poslancem Knesetu za stranu Ješ atid. Následně zastával post ministra vědy a technologie ve třetí vládě Benjamina Netanjahua. Na svou funkci rezignoval v prosinci 2014 poté, co premiér odvolal ministra financí Ja'ira Lapida, toho času rovněž předsedu Ješ atid.
Poslanecký mandát obhájil ve volbách v roce 2015.